# Allemands du Bosphore

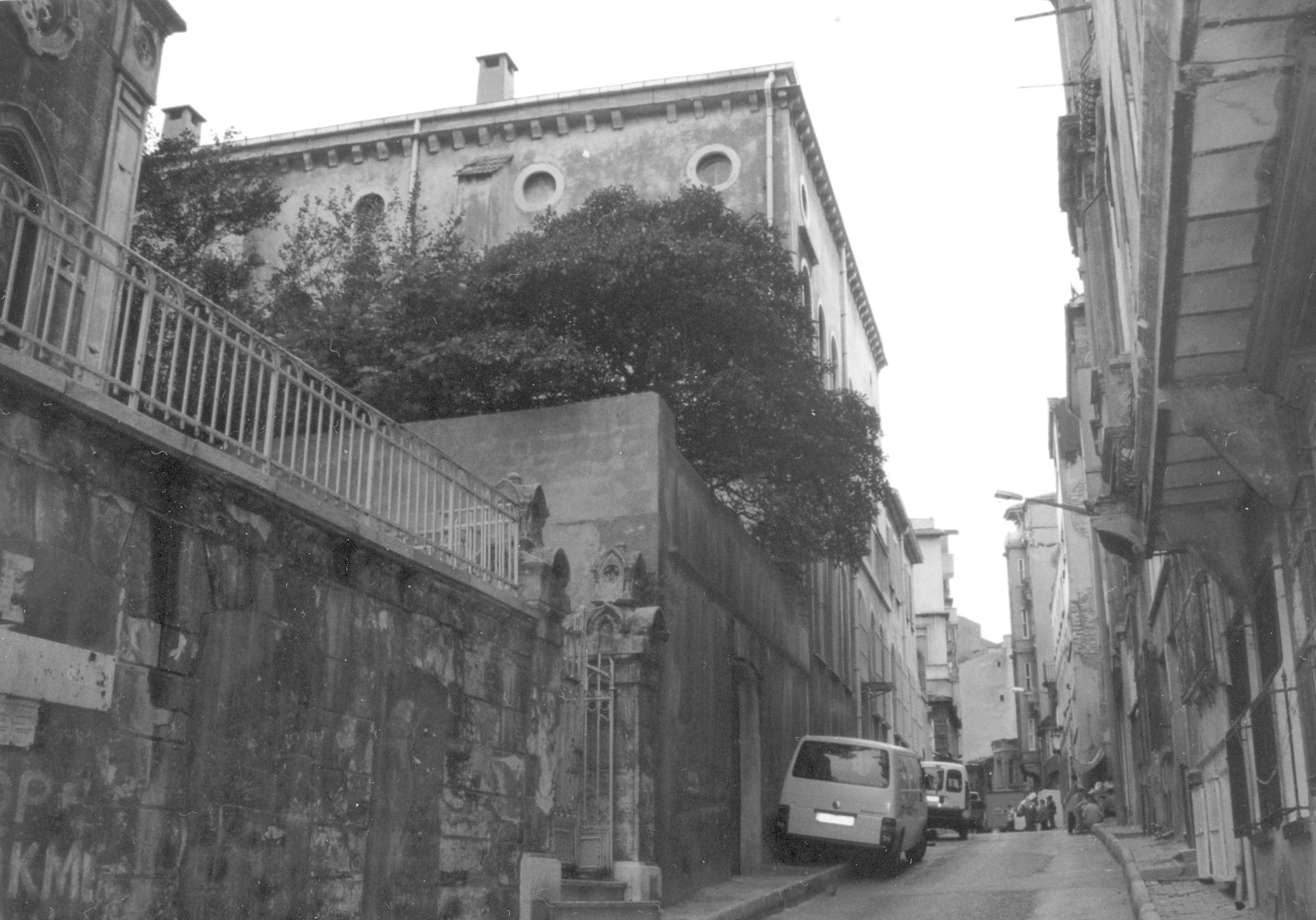
Église de la communauté protestante allemande à Istanbul

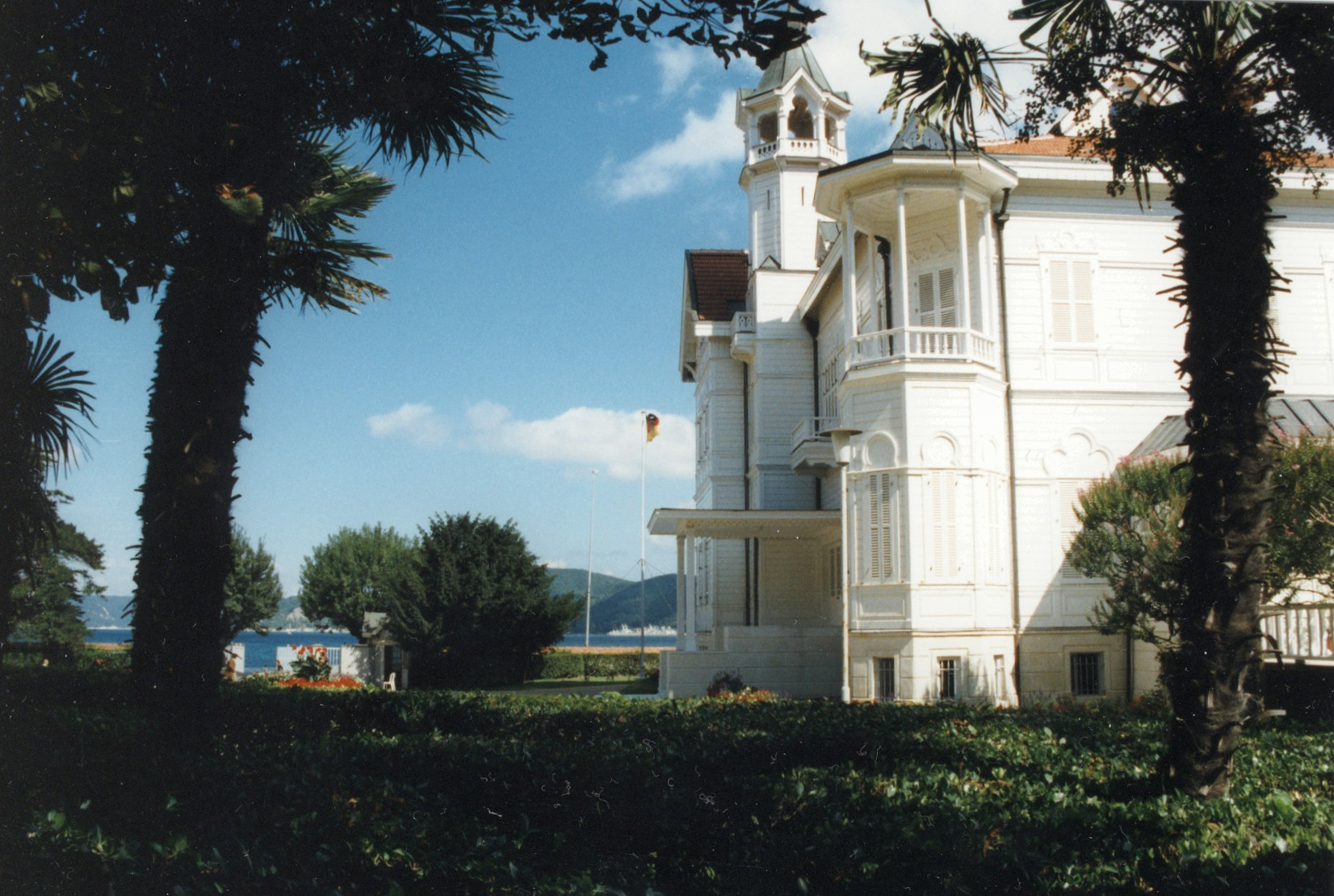
Résidence d'été de l'ambassade allemande à Istanbul

On appelle Allemands du Bosphore les descendants des Allemands établis dans la métropole d'Istanbul. Leur communauté est présente depuis la première moitié du XIXe siècle. Leur nombre est en 2016 d'environ 25 000.

## Histoire
D'une manière générale, les étrangers européens vivant à Constantinople, par exemple les marchands italiens, ainsi que les autres populations chrétiennes (Grèce, Arménie) aujourd'hui largement disparues, représentaient une part importante de la population de la ville au XIXe siècle. Ils étaient appelés les « Levantins ». Certains quartiers d'Istanbul, tels que Beyoğlu (Pera) sont encore façonnés par l'architecture Art nouveau qui s'y était répandue à la fin du XIXe au début du XXe siècle.
Les premiers immigrants allemands sont venus à Istanbul en tant qu'artisans et hommes d'affaires. En 1852 l'hôpital allemand (de) est fondé à Istanbul, en 1868 l'école secondaire allemande, devenue aujourd'hui le lycée privé allemand (Özel Alman Lisesi) et plus tard le lycée d'Istanbul.
D'autres Allemands viennent conseiller des missions militaires allemandes, pour construire l'armée ottomane : ils jouent un rôle majeur pendant la Première Guerre mondiale comme Colmar von der Goltz, Otto Liman von Sanders et l'amiral Wilhelm Souchon. 
Le journaliste allemand Friedrich Schrader, rédacteur en chef du quotidien Osmanischer Lloyd publié en allemand et français à Istanbul de 1891 à 1918, décrit dans son livre Eine Flüchtlingsreise durch die Ukraine : Tagebuchblätter meiner Flucht aus Konstantinopel le sort de la communauté allemande après la défaite de 1918. Presque tous les Allemands et les Autrichiens sont internés et expulsés par les Alliés, à l'exception des membres de la cour ottomane, comme le maître de chapelle Paul Lange, père du chef d'orchestre américain Hans Lange.
Pendant la période du national-socialisme, de nombreux scientifiques et artistes expulsés d'Allemagne trouvent refuge en Turquie : notamment des personnalités telles que le sculpteur Rudolf Belling, l'architecte Bruno Taut et le compositeur Paul Hindemith.

## Institutions
La communauté allemande en Turquie s'organise autour de quelques institutions : l'ancien bâtiment de l'ambassade, le consulat général d'aujourd'hui (près de la place Taksim), l'ancienne résidence d'été de l'ambassadeur d'Allemagne à Tarabya sur le Bosphore, l'Hôpital allemand de Taksim et l'école allemande d'Istanbul. De plus, existent des paroisses protestantes et catholiques de langue allemande.
Il y a deux associations d'immigrés allemands : d'une part l'ancien club « Teutonia » d'autre part « Die Brücke ». Selon les déclarations de l'Institut Goethe en août 2005, 40 000 citoyens allemands vivent dans la ville d'Istanbul et de plus en plus d'artistes allemands s'y sont établis. Kemal Derviş, né d'un  père turc et de mère d'origine allemande et néerlandaise, est député depuis 2002 à la Grande Assemblée nationale de Turquie. Le département d'Istanbul de l'Institut archéologique allemand est situé dans le bâtiment du Consulat général allemand. L'Orient-Institut Istanbul (de), situé dans le quartier de Cihangir, est le plus récent institut de recherche dépendant de l'Institut allemand des sciences humaines à l'étranger (DGIA).